# Arbérats-Sillègue
Arbérats-Sillègue (tiếng Basque: Arberatze-Zilhekoa) là một xã thuộc tỉnh Pyrénées-Atlantiques département ở tây nam nước Pháp. Xã này nằm ở khu vực có độ cao trung bình 126 mét trên mực nước biển.
Xã nằm trong tỉnh cũ Lower Navarre.